# Terrerola de Blanford
La terrerola de Blanford (Calandrella blanfordi) és una espècie d'ocell de la família dels alàudids (Alaudidae).

## Hàbitat i distribució
Habita zones àrides del N Etiòpia, nord-oest de Somàlia, sud-oest d'Aràbia.